# 普魯士政變

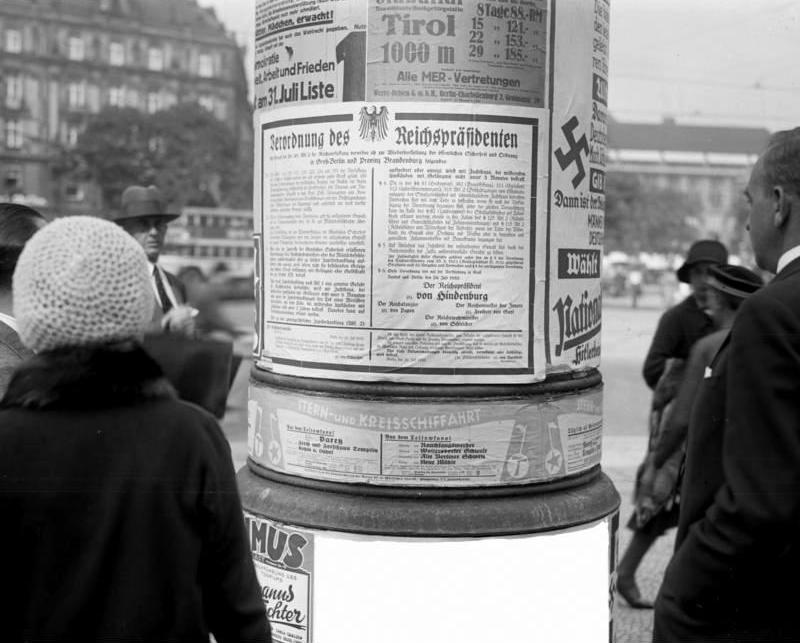
柏林的廣告柱上張貼的保羅·馮·興登堡的宣告

普魯士政變（德語：Preußenschlag；德語發音：[ˈpʁɔʏsənˌʃlaːk]）發生在1932年7月20日，以7月17日在普鲁士发生的阿尔托纳血腥周日为契机，當時德國總統保羅·馮·興登堡應時任德國總理弗朗茨·馮·帕彭的要求援引了威瑪憲法第48條，任馮·帕彭為帝國專員取代普魯士自由邦的合法政府。同一天的第二項法令將普魯士的行政權力移交給了德國武裝部隊部長庫爾特·馮·施萊歇爾，並限制自由邦基本權利。
帕彭發動政變有兩個理由，其中之一是1932年普魯士議會選舉導致分裂的議會沒有可行的聯合政府的可能性。這導致在選舉前掌權的聯盟領導下的看守政府。第二個也是主要的理由是，在普魯士的部分地區，發生了暴力街頭示威和衝突，帕彭表示看守政府可能無法控制。
政變削弱了魏瑪共和國的聯邦制憲法，從而促進了阿道夫·希特勒在1933年1月上台後的帝國中央集權。然而，直接的結果是消除了普魯士對巴彭的最後抵抗。普魯士政變試圖建立一個“新國家”，本質上是恢復君主制的先驅。